# Ernst Soner

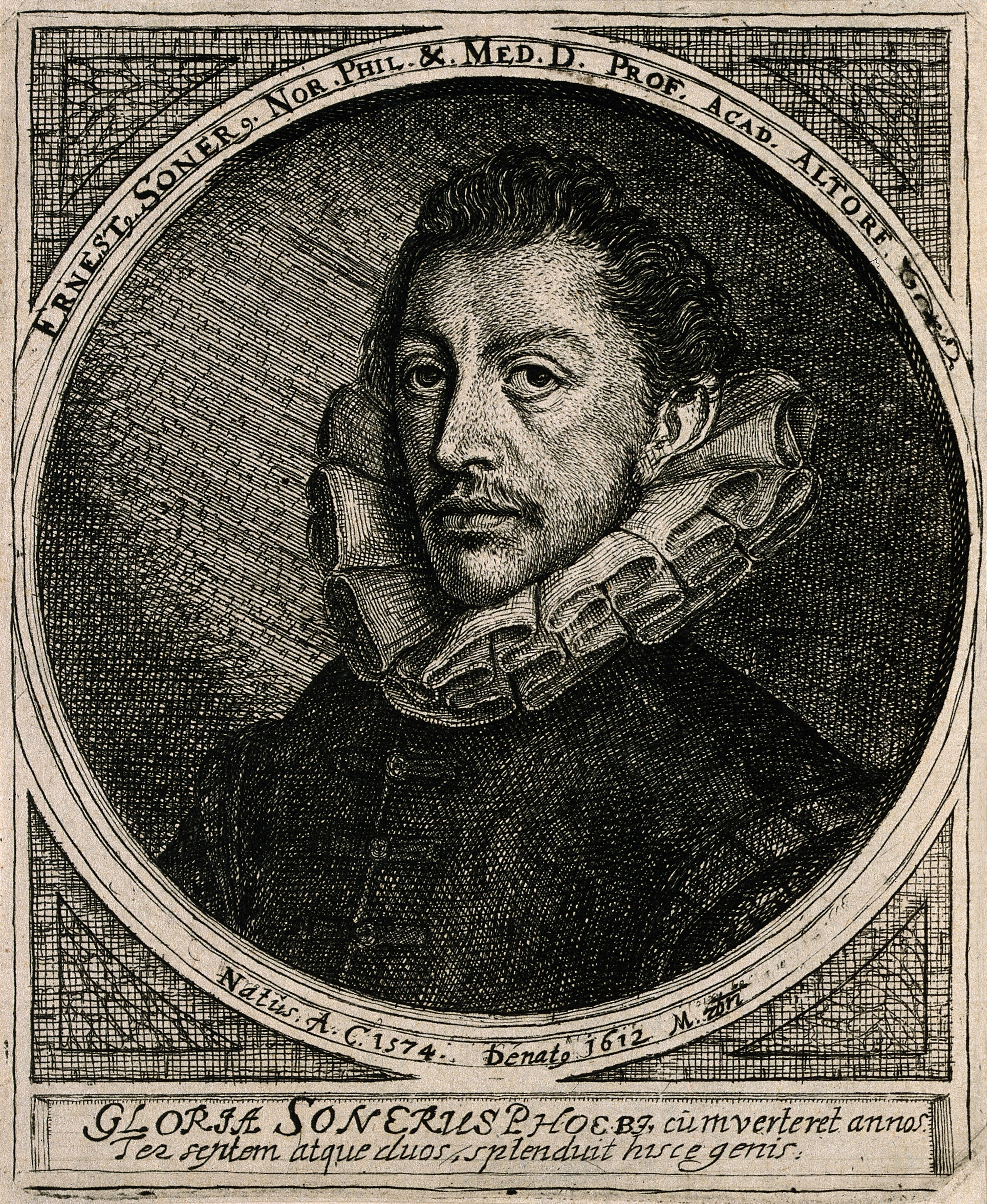
Ernst Soner

Ernst Soner (* Dezember 1572 in Nürnberg; † 28. September 1612 in Altdorf bei Nürnberg) war ein deutscher Mediziner, Naturheilkundler und Socinianer. Von Soner stammt der Soner-Katechismus, eine unitarische Bekenntnisschrift.

## Leben und Wirken
Der Nürnberger Kaufmannssohn studierte an der späteren Universität Altdorf von 1589 bis 1592 bei Nicolaus Taurellus und Philipp Scherbe Medizin.
Nachdem er 1595 Magister geworden war, begab er sich 1597/1598 auf eine Studienreise nach Leiden in den Niederlanden (Republik der Sieben Vereinigten Provinzen), wo er von den beiden Antitrinitariern Christoph Ostorodt (Krzysztof Ostorod, 1560–1611) und Andreas Wojdowski (Voivodius, 1565–1622) für den Unitarismus gewonnen wurde. Anschließend ging er nach England, Frankreich und Italien, um schwerpunktmäßig in Padua, das zu der Zeit zu Venedig gehörte, zu studieren. Es wird vermutet, dass er dort dem „rationalistischen“ Aristoteliker Cesare Cremonini (1550–1631) oder dessen Schülern zuhörte.
In Basel erwarb er den Doktor der Medizin. 1602 ließ er sich in Nürnberg als Arzt nieder. Als Medizinprofessor und Professor der Naturheilkunde trat er 1605 die Nachfolge Philipp Scherbes an und wurde 1607/1608 Rektor der Altdorfer Akademie.
Der Versuch, seinen Kollegen Nicolaus Taurellus von der Pest zu heilen, scheiterte.
Zu seinen Schülern zählten u. a. Johann Crell (ab 1620 Rektor der Rakower Akademie), Michael Gittich (Venetianus, † 1654), Martin Ruarus und Jonas Schlichting (1592–1661), die maßgeblich für die Entwicklung des polnischen Unitariertums und der Frühaufklärung stehen.

## Schriften
- Theses de febribus. 1596.
- Theses de sanguinis missione in genere, pro Galeno. 1597.
- Disputatio inauguralis de melancholia. 1601. Auch in: Decas III disputationum medicarum selectarum. 1620.
- Theses medicae de sanguinis detractione per venas. 1606.
- De materia prima disputationes duae. 1607. Auch in: J. P. Felwinger (Hrsg.): Philosophia Altdorphina. 1644, Disp. IV und Disp. V.